# Phylloicus brevior
Phylloicus brevior är en nattsländeart som beskrevs av Banks 1915. Phylloicus brevior ingår i släktet Phylloicus och familjen Calamoceratidae. Inga underarter finns listade i Catalogue of Life.